# Anodontiglanis
Anodontiglanis is een monotypisch geslacht van straalvinnige vissen uit de familie van de koraalmeervallen (Plotosidae).

## Soort
- Anodontiglanis dahli Rendahl, 1922